# Barcombe Cross
Barcombe Cross – wieś w Anglii, w hrabstwie East Sussex, w dystrykcie Lewes. Leży 66 km na południe od Londynu.